# Alfred von Tirpitz
Alfred Peter Friedrich Tirpitz, ab 1900 von Tirpitz (* 19. März 1849 in Küstrin; † 6. März 1930 in Ebenhausen in Oberbayern), war ein deutscher Großadmiral. Von 1897 bis 1916 war er Staatssekretär des Reichsmarineamtes und später Politiker der Deutschnationalen Volkspartei.

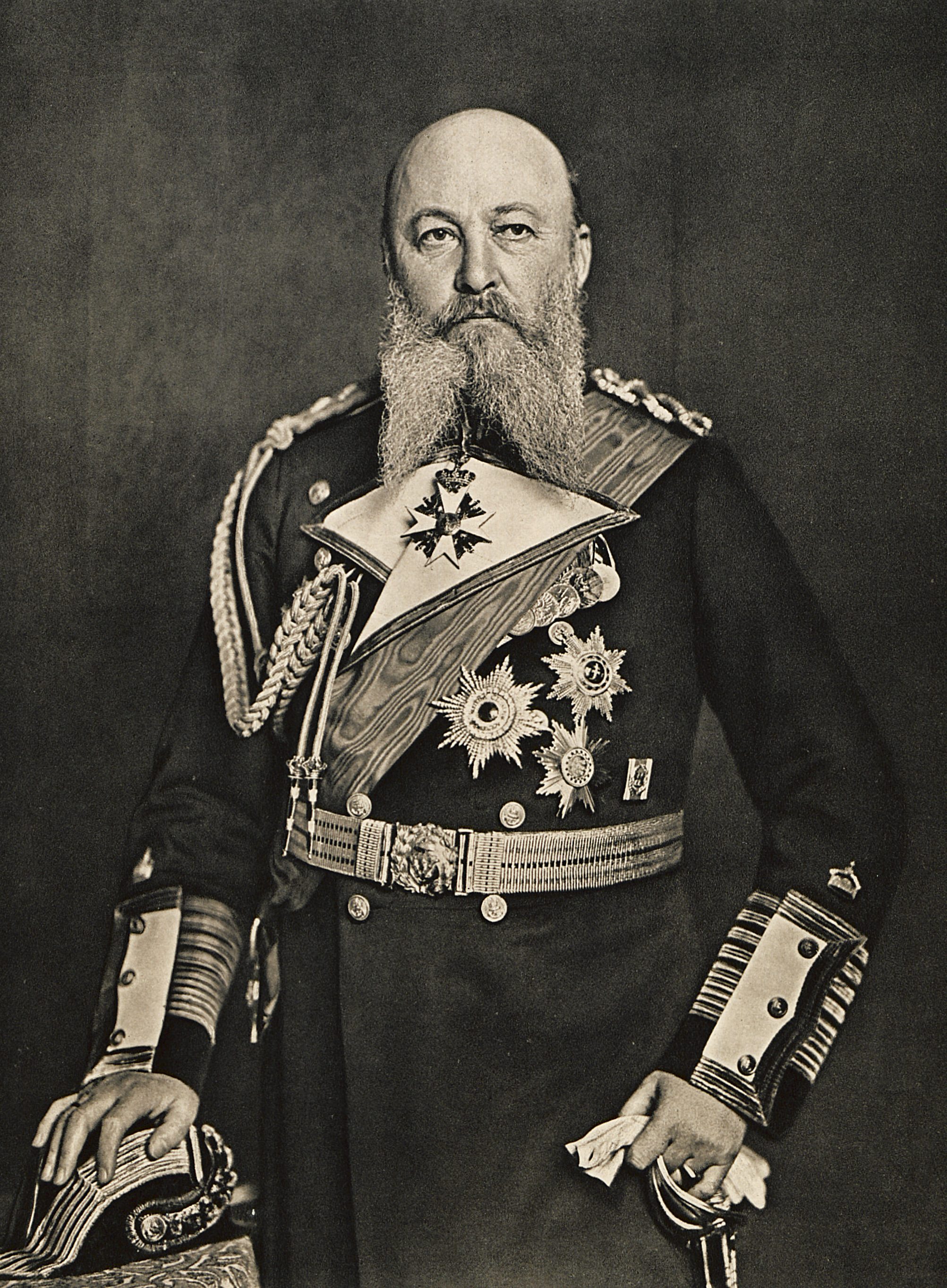
Alfred von Tirpitz (1916)

## Leben

### Familie

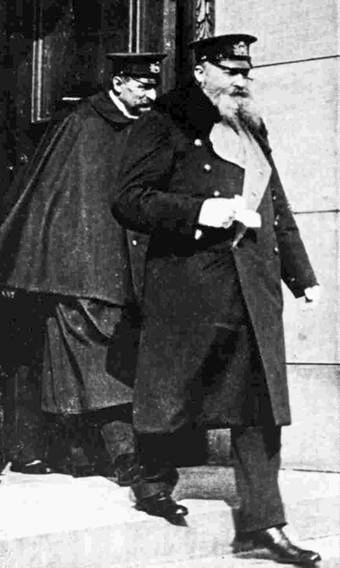
Alfred von Tirpitz beim Verlassen des Reichsmarineamts

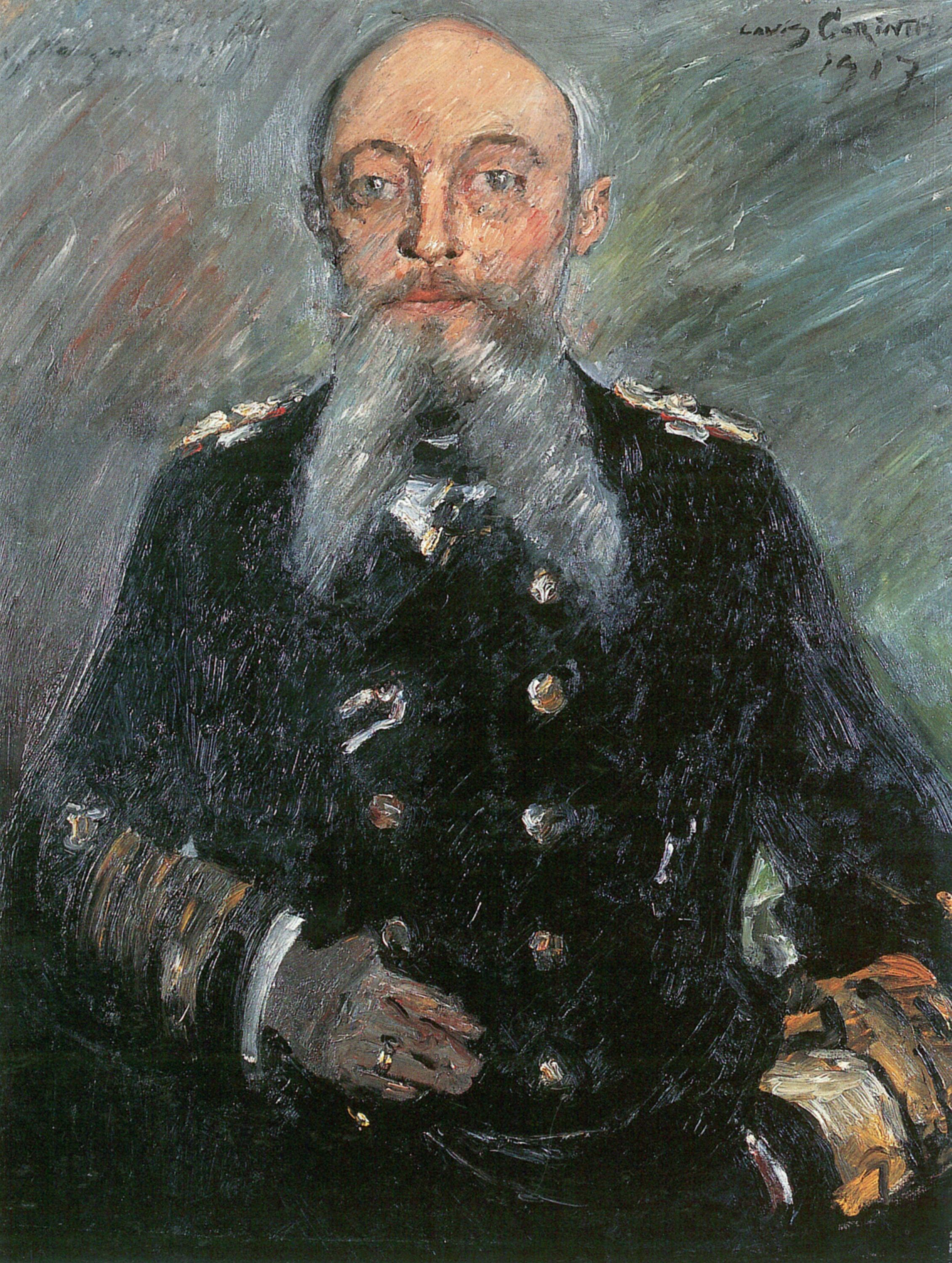
Alfred von Tirpitz, Gemälde von Lovis Corinth (1917)

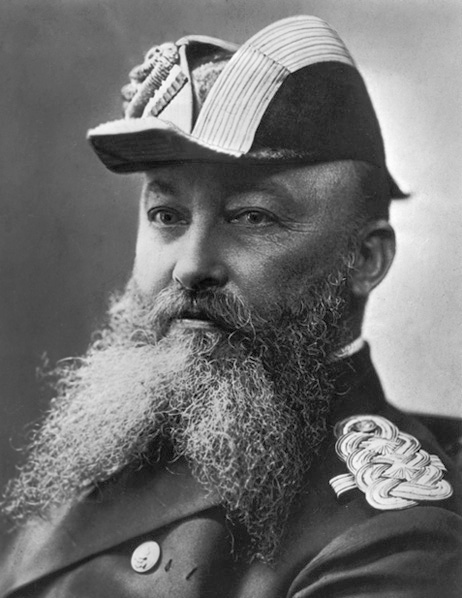
Alfred von Tirpitz als Admiral mit Zweispitz

Tirpitz war der Sohn des königlich preußischen Geheimen Justizrats Rudolf Tirpitz (1811–1905) und dessen Ehefrau Malwine geb. Hartmann (1815–1890). Er heiratete am 18. November 1884 in Berlin Marie Auguste Lipke (1860–1948), Tochter des liberalen Politikers Gustav Lipke (1819–1889). Das Paar hatte vier Kinder, darunter Wolfgang von Tirpitz (1887–1968), welcher nach der Versenkung der Mainz in britische Kriegsgefangenschaft geriet, und Ilse, die 1912 den späteren Diplomaten und Widerständler Ulrich von Hassell heiratete. Alfred von Tirpitz wurde am 12. Juni 1900 in Bad Homburg vor der Höhe in den preußischen Adelsstand erhoben. Tirpitz war Mitglied im Bund der Freimaurer (Loge: Zum aufrichtigen Herzen) in Frankfurt (Oder).

### Militärische Laufbahn
Alfred Tirpitz begann seine militärische Laufbahn am 24. April 1865 in der Preußischen Marine im Range eines Kadetten. Die vorhergehenden schulischen Leistungen waren schlecht. Am 24. Juni 1866 wurde er zum Seekadetten ernannt, und am 1. August 1866 begann er seine seemännische Ausbildung auf dem Segelschulschiff Musquito, das nach einer Fahrt von Kiel ins westliche Mittelmeer im Juni 1867 zurückkehrte. Nach dem Eintritt in die Marine des Norddeutschen Bundes am 24. Juni 1869 wurde Tirpitz am 22. September 1869 zum Unterleutnant zur See befördert; es folgten am 25. Mai 1872 der Leutnant zur See und am 18. November 1875 der Kapitänleutnant. Von Anfang Mai 1878 bis August 1880 war er mit Unterbrechungen durch die Außerdienststellungen Kommandant der Zieten. Zwischenzeitlich war er mit der Indienststellung Ende 1878 Kommandant der Blücher. Am 17. September 1881 wurde er Korvettenkapitän und schließlich am 24. November 1888 Kapitän zur See. Von Anfang Mai 1890 bis September 1890 war er Kommandant der Württemberg. Am 13. Mai 1895 erreichte er den Rang des Contreadmiral (1899 eingedeutscht zu Konteradmiral). Von Mitte Juni 1896 bis Mitte April 1897 war er Chefs des Ostasiengeschwaders. Am 5. Dezember 1899 wurde er zum Vizeadmiral ernannt, am 14. November 1903 zum Admiral befördert.
Mit dem Umbau der Strukturen innerhalb der kaiserlichen Marine übernahm Tirpitz 1897 die Leitung des Reichsmarineamtes. Damit verfügte er über eine politisch-militärische Institution, die er von Beginn an zu seinem Instrument, persönliche Machtansprüche verwirklichen zu können, ausbaute. Das betraf vor allem den von ihm beeinflussten Umbau der Marineführung ab 1899, sein Ringen um das auf seine Person fixierte Informationsmonopol innerhalb der Marine, die seit dem Ersten Flottengesetz verfolgte und organisierte Kriegspropaganda sowie die von ihm zu verantwortende Bildungspolitik gegenüber dem Marineoffizierskorps. „Keiner hat mir reinzureden“ war dabei seine bereits 1895 postulierte Forderung.
Mit Allerhöchster Kabinettsorder (AKO) wurde Alfred von Tirpitz am 27. Januar 1911 Rang und Titel eines Großadmirals verliehen. Dies war als Auszeichnung für seine Verdienste beim Aufbau der Marine gedacht; die vollen Insignien eines Großadmirals blieben ihm jedoch aufgrund der Tatsache verwehrt, dass er nie ein Seekommando als Flottenbefehlshaber geführt hatte. Ihm wurde kein Großadmiralstab verliehen und er durfte auf den Schulterstücken nicht die gekreuzten Marschallstäbe, sondern stattdessen vier Rangsterne tragen. Seine militärische Karriere musste er mit dem am 15. März 1916 erzwungenen Eintritt in den Ruhestand beenden:

„Der Rücktritt des Großadmirals v. Tirpitz von der Leitung des Reichsmarineamtes vollzieht sich in allen Ehren für den Reorganisator der deutschen Flotte. Es ist sein, von allen Seiten anerkanntes historisches Verdienst, die deutsche Flotte zu dem hervorragenden Instrumente gemacht zu haben, als das sie sich im Kriege bewiesen hat. Das Ausscheiden des Großadmirals wird deshalb voll Dankbarkeit für seine Person überall bedauert. In der Wahl seines Nachfolgers erblickt man die Gewähr, daß in der Schärfe der Seekriegführung nichts geändert wird.“

Sein Nachfolger wurde Eduard von Capelle.
Großadmiral Alfred von Tirpitz gilt als Begründer der deutschen Hochseeflotte. Ziel war es, eine Flotte zu schaffen, die zwar die Stärke der britischen Flotte nicht erreichen, jedoch für die Seemacht Großbritannien zumindest eine Risikodrohung im Falle eines Krieges gegen das Deutsche Reich darstellen sollte. So kam es zum Deutsch-Britischen Wettrüsten. Die so geschaffene Flotte wird auch gelegentlich als Risikoflotte bezeichnet, deren Existenz in der imperialistischen Rivalität im Vorfeld des Ersten Weltkriegs von Großbritannien immerhin als Bedrohung aufgefasst wurde.
Seine Versuche, während des Krieges mit eigenwilligen Vorstellungen in die Politik Preußens einzugreifen und die in der Flottenfrage entstandenen Meinungsverschiedenheiten mit Wilhelm II. über den Einsatz der Flotte im Krieg nach seinem Willen zu lösen, führten zum Ausscheiden des Großadmirals aus dem militärischen Dienst. Wilhelm II. selbst berichtet, er habe in der kritischen Situation 1916 seine Entscheidungsmacht wieder herstellen müssen, habe die Entlassung aber nicht selbst vollziehen wollen, da ihn eine persönliche Nähe mit dem Großadmiral verband. Er überließ Reichskanzler von Bethmann Hollweg daher die Entlassung des Großadmirals. Uneinsichtig und selbstherrlich bemühte von Tirpitz sich bis zu seinem Tod, dabei Unwahrheiten und Intrigen nutzend, seine Reputation wiederherzustellen. Genügend Anlässe dafür suchte und fand er unter den politisch schwierigen Bedingungen in den ersten Jahren der Weimarer Republik.

### Tirpitz-Plan
Gemeinsam mit der Berufung von Bernhard von Bülow zum Staatssekretär des Äußeren wurde Alfred Tirpitz 1897 als Nachfolger von Friedrich von Hollmann zum Staatssekretär des Reichsmarineamtes ernannt, um als Entscheidungsträger im Bereich der deutschen Außenpolitik das Lieblingsprojekt Wilhelms II., den Ausbau der deutschen Hochseeflotte, verwirklichen zu helfen. Dieses Vorhaben wird Tirpitz-Plan genannt. Tirpitz’ Propagandachef wurde Ernst Levy von Halle.
Die Seerüstung war keine spezifisch deutsche Angelegenheit. Großbritannien hatte seine Flotte nach der Naval Defence Act 1889 mit großen Schiffen massiv verstärkt. Das neue Paradigma des Two-Power-Standard ging auf Alfred Thayer Mahan und sein epochales Buch The Influence of Sea Power upon History von 1890 zurück. Das „Denken in Schlachtschiffen“ begann.
Um dieses Projekt, für das Tirpitz 20 Jahre veranschlagt hatte, auf Dauer umsetzen zu können, setzte Bülow zunächst durchweg auf die Erhaltung des Friedens. Für den Flottenbau schien vorläufig Ruhe erforderlich. Denn es kam darauf an, „eine weltpolitische Gefahrenzone möglichst ungestört zu durchqueren, bis Deutschland mit dem in aller Stille geschärften Schwert in der Hand hervortreten konnte“. Bülow sorgte dafür, dass die Rahmenbedingungen geschaffen wurden, damit sich Tirpitz’ Forderung nach erheblichem Ausbau der Flotte verwirklichen ließ.
Der Flottenbau sollte eine Art von Bündnisersatz sein und den Ausbruch aus der kontinentalen Enge fördern; er sollte gleichzeitig die Lösung für die propagandistisch oft als die großen Probleme der Zeit bezeichneten Phänomene des stetigen Bevölkerungswachstums und der Notwendigkeit der Schaffung neuer Märkte zur Ermöglichung einer stetig fortschreitenden Industrieexpansion bieten; darüber hinaus sollte er die bei vielen Kreisen im Lande vorherrschende und publizistisch oft vertretene Prestigesucht befriedigen. Er sollte die außenpolitische Unabhängigkeit sichern und zu weltpolitischer Größe verhelfen, die ihrerseits dann auch die innenpolitischen Verhältnisse dauerhaft konsolidieren würden.
Tirpitz glaubte, dass sein Flottenbauplan auch den Effekt haben würde, durch eine erfolgreiche Außenpolitik eine Parlamentarisierung und Demokratisierung des preußisch-deutschen Konstitutionalismus zu verhindern. Dabei sollten Industrielle, Agrarier und Militärs auf der Grundlage gemeinsamer Interessen zur Basis für die Politik des Reiches werden. Die Sammlung dieser „staatserhaltenden Kräfte“ sollte vor allem gegen die Bedrohung durch die Sozialdemokratie gerichtet sein. Es galt, den Arbeiter für ein wirtschaftlich und außenpolitisch erfolgreiches Kaisertum zu gewinnen, indem man an seine nationalen Gefühle appellierte, wobei sich die Krone selbst letztlich als der entscheidende Integrationsfaktor verstand. Daher vollzog sich auch die gleichzeitig mit dem Flottenbau einsetzende Wandlung zum persönlichen Regiment des Kaisers mit seinen bonapartistischen Zügen nicht zufällig.
Wilhelm II., der um die Jahrhundertwende noch glaubte, die Sozialdemokratie sei nur eine vorübergehende Erscheinung, wurde spätestens durch das Wahlergebnis von 1903 belehrt, dass diese Annahme falsch war und die Strukturkrise des Reiches keinerlei Besserung erfahren hatte. Es wurde deutlich, dass Flottenpolitik und Kaisertum nie die breite Machtbasis erringen konnten, die sie anstrebten.
Zu Anfang des Flottenbauprogramms schwankte der Kaiser in der Frage der Realisierung des Flottenbauprogramms noch zwischen zwei bautechnischen Alternativen: Sollte er eine Kreuzerflotte (Aufklärungsschiffe) bauen lassen, die zum Schutze der Kolonien deutsche Präsenz auf allen Weltmeeren demonstrieren konnte, oder sollte er sich für eine Schlachtflotte entschließen, die in der Nordsee gegen Großbritannien zu stationieren war?
Zu dieser Frage arbeitete Admiral von Tirpitz ein Memorandum mit dem unscheinbaren Titel Allgemeine Gesichtspunkte bei der Feststellung unserer Flotte nach Schiffsklassen und Schiffstypen aus.
Gleich zu Beginn des Memorandums lehnte er den Kreuzerkrieg als eine für Deutschland aussichtslose Strategie ab. Um in der Nordsee eine Vormachtstellung anstreben zu können, sei es nötig, eine hohe Zahl an Linienschiffen (Großkampfschiffe) zu bauen, die eben für den Kampf in der Linie geeignet seien und im Ernstfall nicht so schnell zu versenken wären.
Über die geplante Anzahl an Linienschiffen meinte Tirpitz zu diesem Zeitpunkt, eine Zahl von zwei Geschwadern à acht Linienschiffen mit jeweils einem Reserveschiff sei bis 1905 zu verwirklichen. Wilhelm II. schloss sich diesen Ansichten des Staatssekretärs Tirpitz an und begann, zunächst gegen den Widerstand des Reichstags, den Schlachtflottenbau in die Wege zu leiten. Mit den beiden Flottengesetzen von 1898 und insbesondere dem von 1900, das die künftige Entwicklung der deutschen Seerüstung im Kern bestimmte, wurde der Grundstein für den von dem deutschen Historiker Volker R. Berghahn als Tirpitz-Plan bezeichneten Schlachtflottenbau gelegt; in den Novellen von 1906, 1908 und 1912 fand er konsequent verfolgte und systematisch angepasste Ergänzungen. Über einen Zeitraum von zwei Jahrzehnten sollte eine Schlachtflotte von Linienschiffen erbaut werden, die Großbritannien Paroli zu bieten vermochte. Erst damit glaubte man Deutschlands Großmachtstatus international festigen zu können.
Unaufhebbar gingen offensive und defensive Elemente in den unübersichtlich wirkenden Risikogedanken ein, der im Zentrum des Tirpitz-Plans stand. Für die Briten sollte ein Angriff auf die deutsche Flotte zu einem unabsehbaren Risiko werden, das sie nicht wagen würden einzugehen. Sollte es dennoch zu einem militärischen Konflikt kommen, würde ein Sieg der Royal Navy nur einem Pyrrhussieg gleichkommen, der angesichts der eigenen hohen Verluste eher eine Niederlage bedeuten würde. Mit Sicherheit jedenfalls würde Großbritannien darüber den ohnehin schon zweifelhaft gewordenen „Two Power Standard“ einbüßen, einer Maxime der britischen Admiralität, die besagte, dass die britische Flotte immer mindestens so stark sein müsse wie die der beiden nächsten großen Seemächte zusammen, um somit der Aufgabe der Sicherung des bestehenden Weltreiches ausreichend gewachsen zu sein. So hätte es im Falle eines Konflikts mit Deutschland leicht zum Opfer der dann überlegenen Seestreitkräfte der Franzosen und Russen, die lange Jahre als die gefährlichsten Konkurrenten des Empire galten, absinken können.
Einem solchen kühn angelegten Plan haftete von vornherein etwas Illusorisches an. Eine große Macht wie das Deutsche Reich konnte sich kaum einige Jahre von der Weltpolitik verabschieden, um in aller Ruhe ungestört aufzurüsten. Außerdem musste Großbritannien früher oder später auf die Herausforderung reagieren. Seit dem Herbst 1902 wurden einzelne britische Kabinettsmitglieder auf den offensiven Charakter des Tirpitzschen Schlachtflottenbaukonzepts aufmerksam. Vom Jahre 1904 an kam es zu einer britisch-französischen Zusammenarbeit, so dass die britischen Seestreitkräfte in der Nordsee verstärkt werden konnten. Eine vollends neue Dimension erhielt der Rüstungswettlauf, als Großbritannien ab 1906 mit der Konstruktion eines neuen, qualitativ überlegenen Schiffstyps, der „Dreadnought“-Klasse, begann. Bald darauf begann sich das endgültige Scheitern des Tirpitz-Plans abzuzeichnen. Der einzige Marineoffizier, der ab 1907 öffentlich den Tirpitz-Plan kritisierte, war Vizeadmiral Karl Galster, dessen alternative Überlegungen zu einer Kleinkriegführung zur See sich allerdings nicht durchsetzten.

### Politische Folgen des Tirpitzplans
- Innenpolitisch beabsichtigte Tirpitz den Umfang der Marine gesetzlich nach oben festzulegen (ähnlich wie beim Heer), um damit größeren finanziellen Spielraum für die unrealistischen Flottenpläne zu erhalten sowie den Einfluss des Reichstages auf die Marine zu verringern. Durch geschickte Manipulation der öffentlichen Meinung, die Propagierung eines tatsächlich nicht bestehenden Feindbildes „England“, Einflussnahme auf die Entscheidungsfindung des Reichstages und gut organisierte Kriegs-Propagandakampagnen gelang es ihm, diesem Ziel sehr nahe zu kommen.
- Die Instrumentalisierung des Reichsmarineamtes zu einer Institution, die vorrangig auf seine oft unrealistischen und stark persönlich ausgeprägten Ziele ausgerichtet war.
- Als Größenordnung hatte Tirpitz von Anfang an eine Flotte im Auge, die zwei Drittel der britischen Flotte stark sein sollte. Dieses Ziel benannte er nicht öffentlich.
- Die enormen Kosten des Flottenbaus führten zu deutlichen Schieflagen im Staatshaushalt Preußens, Investitionen in strukturelle, logistische und soziale Bereiche blieben aus, um sich eine Kriegsmarine diesen Ausmaßes leisten zu können. Sparprogramme an anderen Stellen waren die Folge. Dies betraf vor allem soziale Bereiche, Wissenschaft und Bildung, aber auch das Heer. Tirpitz hatte es relativ leicht, weil es in der Heeresführung starke Kräfte gab, die das Heer exklusiv halten wollten, um das Eindringen bürgerlicher und sozialdemokratischer Elemente zu verhindern. Eine Folge davon war allerdings, dass die Landmacht Deutschland zu Beginn des Ersten Weltkriegs weniger ausgebildete Soldaten als Frankreich hatte.
- Die Idee, die Flotte unauffällig zu bauen und erst nach ihrer Fertigstellung als Machtmittel einzusetzen, war bei einer Bauzeit von 20 Jahren unrealistisch. Man kann nicht jahrelang für etwas Propaganda machen, von dem das Volk nichts zu sehen bekommt. Natürlich war es auch nicht möglich, den Bau einer so großen Flotte nach außen zu verheimlichen. Dazu kam noch, dass der Kaiser dazu neigte, bei jeder sich bietenden Gelegenheit mit „seiner“ Flotte zu prahlen. Als politisches Drohmittel war die Flotte ohnehin nur zu gebrauchen, wenn die potentiellen Gegner davon wussten.
- Spätestens ab 1905 war klar, dass Deutschland nicht einmal das Wettrüsten auf der Basis, zwei Drittel der britischen Stärke zu erreichen, gewinnen konnte. Trotzdem lehnten es Tirpitz und der Kaiser strikt ab, über Rüstungsbegrenzungen auch nur nachzudenken.
- Dass Großbritannien nicht auf die von Tirpitz angestrebte Entscheidungsschlacht in den ersten Kriegstagen einzugehen brauchte, sondern seine Flotte außerhalb der Reichweite der deutschen Flotte zur Fernblockade einsetzen konnte, war schon 1898 in Planspielen diskutiert worden. Politische Konsequenzen wurden daraus nicht gezogen. Tirpitz gab sich auch keine Mühe, oder konnte es vielleicht auch gar nicht, den politischen Führungskreisen, Kaiser Wilhelm II. eingeschlossen, Alternativen und Konsequenzen dieser Lage wirklich deutlich zu machen.
- Wenig Antworten gibt bis heute die historische Forschung, welches tatsächliche Einsatzziel dieser „kaiserlichen Flotte“ durch Tirpitz zugedacht und dann seinem verfolgten politischen Kalkül realistisch zugrunde lag.[14]

### Politik als Staatssekretär im Weltkrieg
Die ersten drei Jahre als neu ernannter Staatssekretär und Chef des Reichsmarineamtes nutzte Tirpitz, um seine Machtposition und seine politischen Einflussmöglichkeiten zu verbessern. Dazu schuf er sich mehrere Instrumente und scharte Offiziere um sich, die sich ohne Widerspruch in seine persönlichen Ziele einbinden ließen. Neben der Forcierung der Flottenrüstung als Weg, betrachtete er die Kriegszielfrage als die Hauptfrage des anvisierten Weltkrieges, drängte auf Annexionen hauptsächlich in Richtung Westen, um „Deutschland als Weltmacht weiter zu entwickeln“. Für Deutschlands „Seegeltung“ brauche man Belgien, den Besitz von Zeebrügge und Ostende, denn der Hauptfeind sei Großbritannien, daher plädierte er für einen russischen Sonderfrieden und wollte Russland sogar den Zugang zum freien Weltmeer gewähren. Deutschland könne ein noch so großer Kontinentalstaat sein, könne seine Weltstellung aber nur durch ungestörten Welthandel und im Kampf gegen Großbritannien bewahren und ausbauen. Tirpitz beklagte Deutschlands „Politik der Unklarheit, Unentschlossenheit, des Überwiegens einer humanitären Ideologie über gesunden Selbsterhaltungswillen, der Politik der Übergerechtigkeit für die Neutralen auf Kosten vitaler deutscher Interessen, des Bettelns nach Frieden und des Dienerns ringsum“.
Er forderte eine energische Kriegsführung ohne Rücksicht auf diplomatische und handelspolitische Folgen und befürwortete den äußersten Einsatz aller Kampfmittel (uneingeschränkter U-Boot-Krieg). Die Haltung seiner insgesamt nach Westen hin orientierten Gruppe gegenüber dem Britischen Empire war getragen von Neid und Hass einerseits, zugleich aber auch von Bewunderung und Imitation.
Im Weltkrieg und auch schon davor geriet er in Gegensatz zur Politik von Reichskanzler Theobald von Bethmann Hollweg, der eine Politik der Verständigung gegenüber Großbritannien betrieb und die Flotte als Instrument der Defensive betrachtete. Nach des Kanzlers Ansicht sollte der Sieg zu Land erfolgen, nicht zur See. Damit geriet er in Konflikt zu Tirpitz, der die Flotte offensiv gegen die britische Home Fleet einsetzen wollte, bevor diese 1916 ihre größte Wirksamkeit entfalten konnte. Dadurch sollten britische Kräfte gebunden und deren Einsatz in Übersee geschwächt werden, was zur Entlastung der neutralen Staaten und der deutschen Versorgungswege über See beitrug. Außerdem sollten laut Tirpitz die Landstreitkräfte entlastet werden und die Moral der Marine gestärkt werden. Eine Flotte, die untätig im Hafen lag (Fleet-in-being), sei ein potentieller Unruheherd und würde die deutsche Flottenbaupolitik vor dem Kriege im Nachhinein ad absurdum führen. Der uneingeschränkte U-Boot-Krieg war seiner Ansicht ebenfalls verfehlt, da er viel zu spät eingeleitet wurde. Es sei versäumt worden, ihn 1916 zu seiner größten Wirksamkeit zu bringen, da die britische Flottenpolitik und -kapazität noch wirksam bekämpft werden konnte.
Im März 1916 kam es zu starker Kritik der deutschen Marineführung in Presse und Reichstag, welche sich in einem Bericht zu den (vermeintlichen) Flottenzahlen im Bundesrat zuspitzte. Heinrich Löhlein, der schon vorweg in der Kritik des Reichskanzlers von Bethmann Hollweg stand, hatte diese in Vertretung des Großadmirals von Tirpitz vorgetragen. Nach einer Kritik und ein damit verbindende Aufforderungen an Tirpitz, sich nicht in die Außenpolitik einzumischen, reichte dieser, um seine Sonderrolle unterstreichen zu wollen, am 12. März 1916 sein Rücktrittsgesuch als Staatssekretär des Marineamtes ein. Doch die nur als Drohung erfolgte Geste wurde kurz darauf bewilligt. Zu seiner Rechtfertigung erklärte von Tirpitz in einem Gespräch vom 1. April mit Paul Felisch, dass an seinem Rücktritt die ungeschickte Öffentlichkeitsarbeit des Reichskanzlers die Schuld hätte. Felisch, der damals Leiter der Justizabteilung im Marineamt war, zitiert seinen ehemaligen Vorgesetzten wie folgt: „Der verschärfte U-Bootskrieg, wie ihn der Kanzler jetzt hinstellt, ist der U-Bootskrieg, den wir stets gehabt haben. [...] Der Kanzler kann sich eben nicht entschließen, einen festen Willen durchzusetzen, und darum glauben die Neutralen, dass wir schwach sind. Auf diese Weise wird der Glaube an unseren Sieg in der ganzen Welt untergraben. Wenn wir auf die Denkschrift nichts folgen lassen wollten, hätten wir sie nicht in die Welt setzen dürfen.“ Diese Aussage kam jedoch eher einer Rechtfertigung gleich, zumal Tirpitz nur in rein militärischen Belangen dachte und dabei die außenpolitischen Konsequenzen des U-Boot-Krieges nicht berücksichtigte.
Laut britischer Pressestimmen sei 1916 das Empire in neun Monaten „am Ende“. Außerdem beklagte er den Kompetenzwirrwarr im Flottenkommando, das zwischen Kaiser, Reichskanzler, Kabinett und Generalstab aufgeteilt war. Dies verhindere flexibles Reagieren der Seestreitkräfte. Seine Forderung nach zentraler Befehlsgewalt nach Vorbild der britischen Admiralität stieß bei den genannten Gremien auf taube Ohren und führte zu seiner Resignation 1916.
Von 1908 bis 1918 war Tirpitz Mitglied des Preußischen Herrenhauses.

### Vaterlandspartei und Deutschnationale
1917 war Tirpitz Mitgründer und Vorsitzender der alldeutsch und nationalistisch orientierten Vaterlandspartei. Der rechtsradikale Wolfgang Kapp war sein Stellvertreter, der zusammen mit Heinrich Claß und Conrad Freiherr von Wangenheim den politischen Apparat aufbaute. Hier sammelten sich die Gegner eines Verständigungsfriedens, die in Opposition zur Reichstagsmehrheit den Kampf gegen die Friedensresolution führten. Die Vaterlandspartei war eine außerparlamentarische Bewegung von rechts, mit dem Anspruch auf Integration aller rechten Parteien und Verbände. Erstmals wurde das Konzept der außerparlamentarischen Mobilisierung von rechts realisiert. Auf ihrem Höhepunkt, im Sommer 1918, hatte die Partei über 1,25 Millionen Mitglieder. Geprägt war die Vaterlandspartei von „cäsaristischem Herrschaftsdenken“, wobei Erich Ludendorff und Paul von Hindenburg als „Volkskaiser“ propagandistisch aufgebaut wurden, mit dem Ziel des „plebiszitären Militärstaates“, dessen Legitimität auf Krieg und Kriegszielen beruhte, als Alternative zur Parlamentarisierung des Reiches. Intern gab es daher Aufrufe zum Staatsstreich von rechts unter der Führung von Hindenburg und Ludendorff, notfalls auch gegen den Kaiser. Tirpitz hat mit dem Flottenverein, den Staatsstreichplänen 1915 und der Vaterlandspartei bewiesen, dass er zur politischen Agitation mit dem Instrument einer Massenpartei und dem Mittel der Propaganda sowie zum Staatsstreich gegen den Kaiser und zur Militärdiktatur bereit war.
Ab 1924 war Tirpitz als Abgeordneter der Deutschnationalen Volkspartei (DNVP) Mitglied des Reichstags, aus dem er sich 1928 zurückzog und seine politische Arbeit beendete.
Er bezog im selben Jahr eine für ihn in Feldafing gebaute Villa, die heute nicht mehr existiert.
Alfred von Tirpitz starb im Alter von 80 Jahren am 6. März 1930 in Ebenhausen bei München.

## Grabstätte

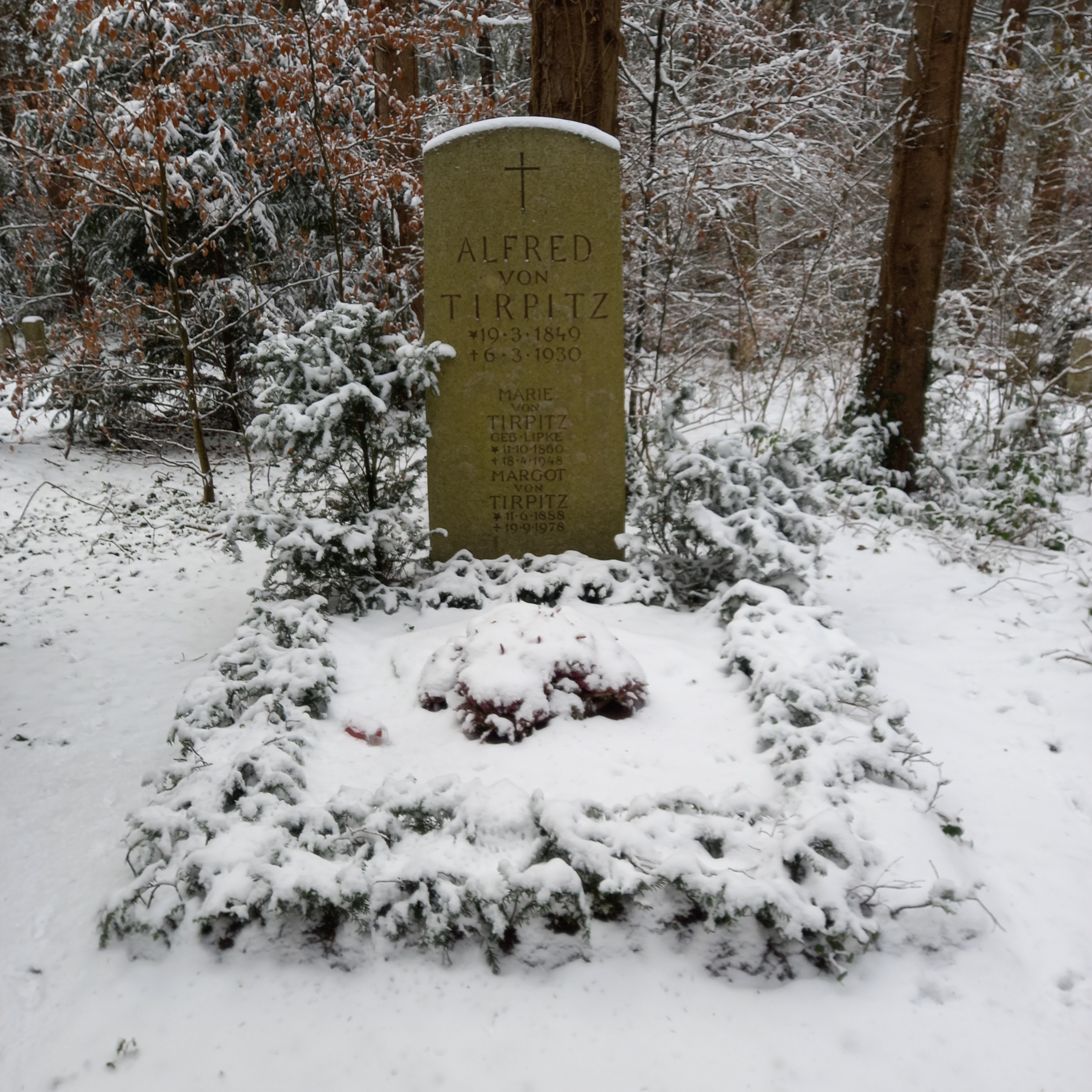
Das Grab von Alfred von Tirpitz und seiner Ehefrau Marie geborene Lipke im Familiengrab auf dem Waldfriedhof München

Die Grabstätte von Alfred von Tirpitz befindet sich auf dem Münchner Waldfriedhof (Grabnr. 140-W-21).

## Ehrungen

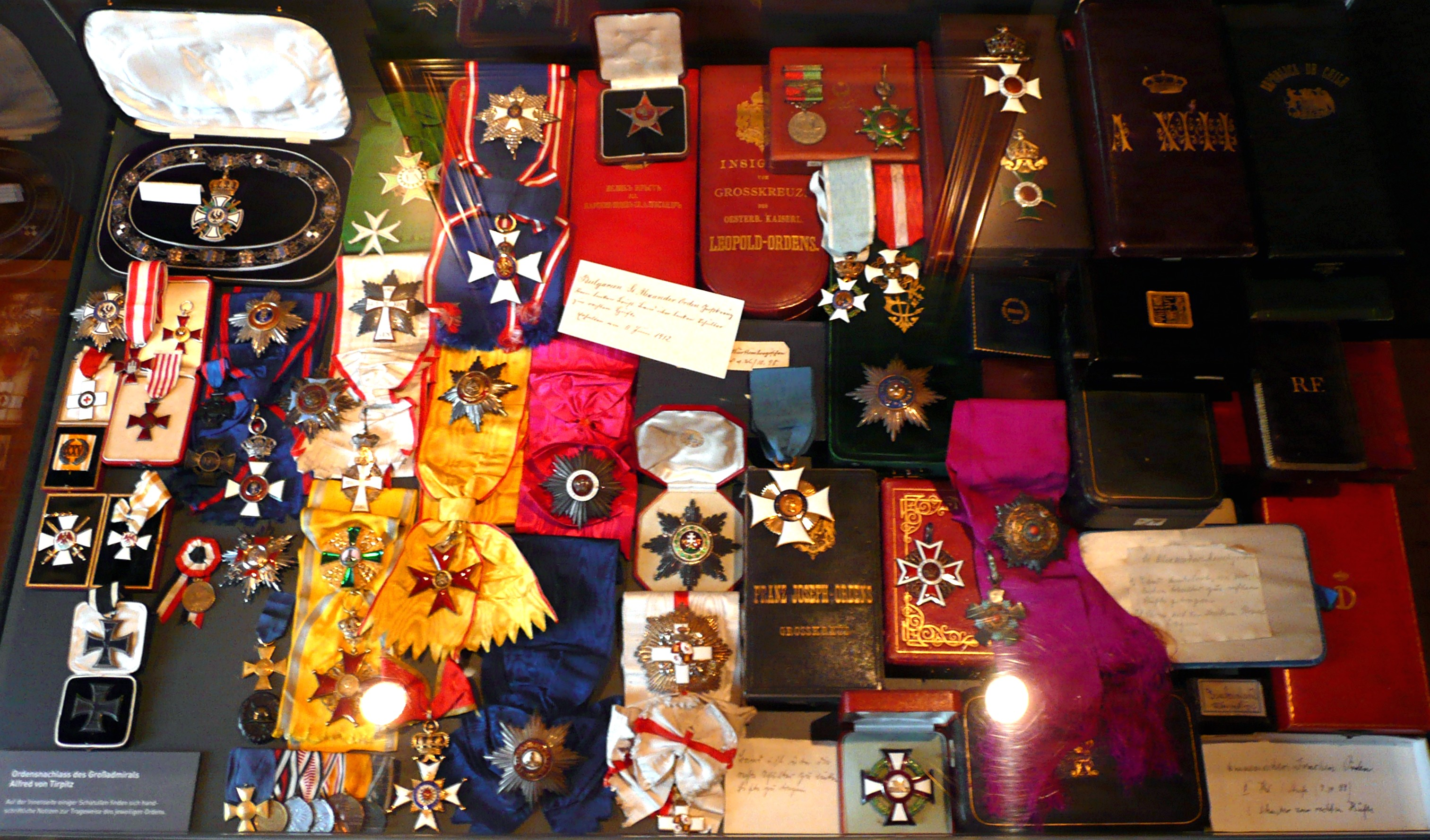
Nachgelassene Orden des Großadmirals Tirpitz. Ausgestellt im Internationalen Maritimen Museum Hamburg.

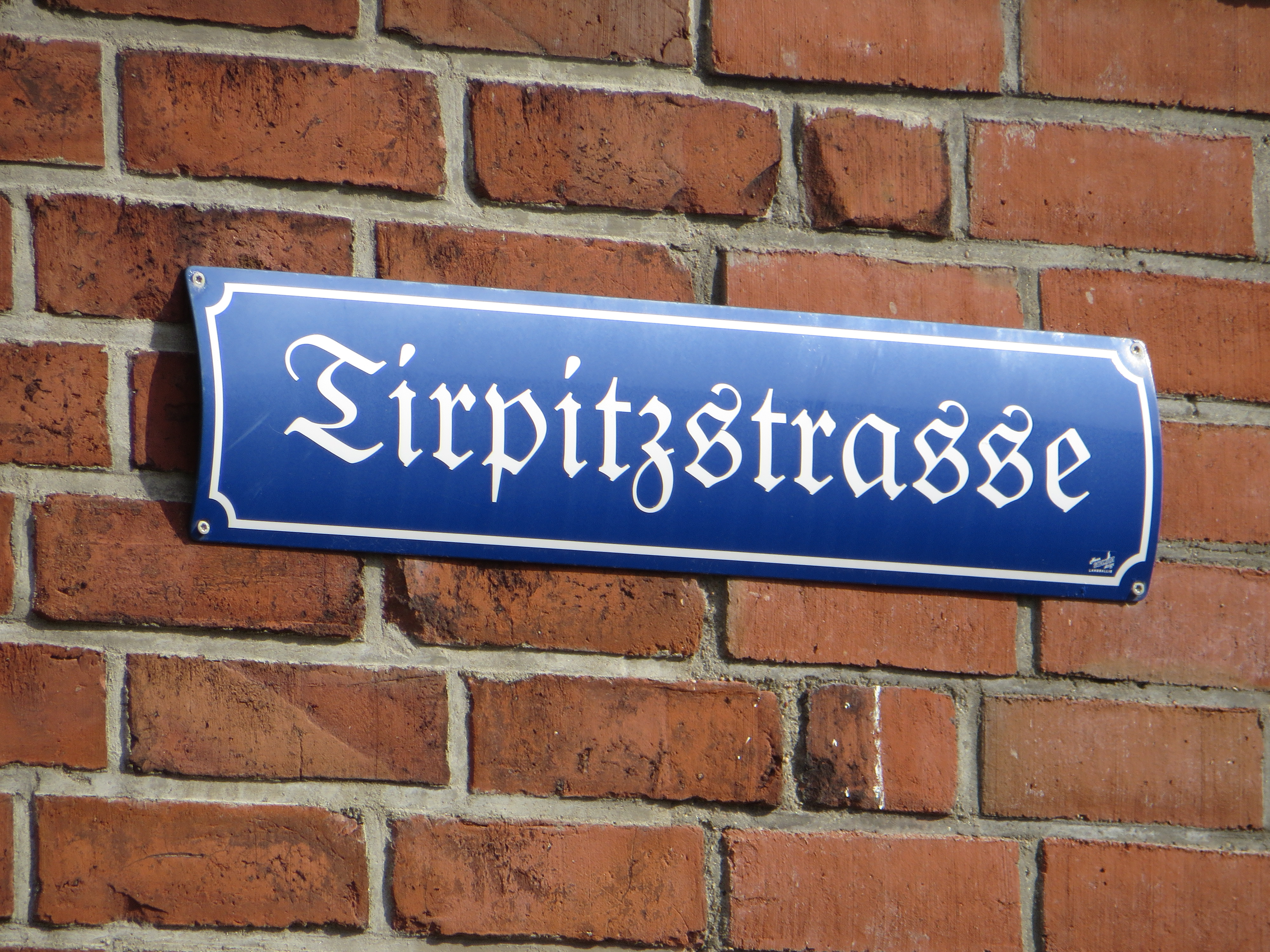
Straßenschild der Tirpitzstraße in Flensburg-Mürwik im Jahr 2015.

Tirpitz erhielt zahlreiche Orden, darunter im Jahre 1901 den Komtur mit Stern des Hausordens von Hohenzollern.
Außerdem wurden ihm Ehrenbürgerschaften und die Ehrendoktorwürden der Georg-August-Universität Göttingen (1913, Dr. iur. utr. h. c.) sowie der Königlich Technischen Hochschule zu Berlin (1916, Dr.-Ing. e. h.) verliehen. Dies erfolgte aus reinen politischen Prestigegründen sowohl aus der Position der jeweiligen Universität als auch des Auftraggebers. Tirpitz hat zu keiner Zeit eine akademische oder sonst ausreichende Berufsbildung absolviert.
Zahlreiche nach 1933 vorgenommenen Ehrungen und Namensverleihungen dienten der Verherrlichung rüstungs- sowie kriegsbezogener politischer Ziele und kaschierten damit seine Rolle als Anheizer einer, auf die Feindschaft mit England ausgerichteten Außenpolitik.
- In der Kaiserlichen Marine war das Vorpostenboot Großadmiral von Tirpitz nach ihm benannt.
- Das Schlachtschiff Tirpitz, Schwesterschiff der Bismarck, wurde nach ihm benannt. Es sank am 12. November 1944 nach einem Luftangriff.
- Das Hauptgebäude der Torpedostation in Flensburg-Mürwik erhielt den Namen „Tirpitz-Kaserne“. Die zur Torpedostation führende Straße erhielt am 9. Januar 1914 zudem den Namen Tirpitzstraße. Diese wurde offiziell nach dem Zweiten Weltkrieg in Osterallee (siehe dort) umbenannt. In der Straße hängen heute aber wieder einige Schilder mit dem ursprünglichen Namen.
- Zum Marinestützpunkt Kiel gehörten bis zur Umbenennung 2021 der Tirpitz-Hafen und die Tirpitz-Mole.[30]
- Ein Pierbereich im Marinestützpunkt Wilhelmshaven heißt Tirpitz-Brücke.
- Das Berliner Reichpietschufer (vor dem Reichsmarineamt) hieß von 1933 bis 1947 Tirpitzufer.[31]
- In vielen Städten (Hamm, Oberhausen, Oldenburg, Plön u. a. m.) gibt es eine Tirpitzstraße.
- Das Tirpitz-Gebirge auf der Insel Lavongai in Papua-Neuguinea ist nach ihm benannt.
- Die Pflanzengattung Tirpitzia Hallier f. aus der Familie der Leingewächse (Linaceae) ist nach ihm benannt.[32]
- Der Komponist Hans Pfitzner widmete Tirpitz Zwei deutsche Gesänge (op. 25; 1915/16).

## Schriften (Auswahl)
- Erinnerungen. K. F. Koehler, Berlin/Leipzig 1919; 6. durchgesehene und verbesserte Auflage, von Hase & Koehler, Berlin/Leipzig 1942. 1920
- Der Aufbau der deutschen Weltmacht. Cotta Nachf., Stuttgart/Berlin 1924.
- Politische Dokumente. Deutsche Ohnmachtspolitik im Weltkriege. Hanseatische Verlagsanstalt, Hamburg/Berlin 1926.